# Джайявираварман
Джайявираварман (кхмер. ជយវីរវម៌្ម) — правитель Кхмерской империи (1002—1006/11-12)

## Биография
Отобрал власть у Удаядитьявармана I.
После объявления войны Сурьяварманом I Джаявираварман стал укреплять свою столицу, но это не помогло ему.
Датский учёный Ф. Д. К. Босх полагает, что Удаядитьяварман I и Джаявираварман были братьями, выросшими на Яве, куда обратилась в бегство их мать от кхмерского двора. Босх утверждает, что Удаядитьяварман I женился на местной принцессе и стал правителем Бали, приняв имя Удаяна, а позднее вернулся в Камбоджу и захватил престол. А уже заполучив власть, уступил её своему брату Нарапатививаварману, который принял имя Джаявиравармана. Джаявираварман, потерпев поражение в бою от Сурьявармана I, вернулся на Яву и вернул себе прежние имя — Нарапатививаварман.
Последняя надпись эпохи правления Джаявиравармана в Яшодхарапуре датируется 1006 годом.